# كولباشيفو
كولباشيفو (بالروسية: Колпашево) هي إحدى مدن روسيا في الكيان الفدرالي الروسي تومسك أوبلاست.

## المناخ
يظهر الجدول التالي التغييرات المناخية على مدار السنة لكولباشيفو:
| البيانات المناخية لـكولباشيفو      | البيانات المناخية لـكولباشيفو | البيانات المناخية لـكولباشيفو | البيانات المناخية لـكولباشيفو | البيانات المناخية لـكولباشيفو | البيانات المناخية لـكولباشيفو | البيانات المناخية لـكولباشيفو | البيانات المناخية لـكولباشيفو | البيانات المناخية لـكولباشيفو | البيانات المناخية لـكولباشيفو | البيانات المناخية لـكولباشيفو | البيانات المناخية لـكولباشيفو | البيانات المناخية لـكولباشيفو | البيانات المناخية لـكولباشيفو |
| الشهر                              | يناير                         | فبراير                        | مارس                          | أبريل                         | مايو                          | يونيو                         | يوليو                         | أغسطس                         | سبتمبر                        | أكتوبر                        | نوفمبر                        | ديسمبر                        | المعدل السنوي                 |
| ---------------------------------- | ----------------------------- | ----------------------------- | ----------------------------- | ----------------------------- | ----------------------------- | ----------------------------- | ----------------------------- | ----------------------------- | ----------------------------- | ----------------------------- | ----------------------------- | ----------------------------- | ----------------------------- |
| الدرجة القصوى °م (°ف)              | 3.4 (38.1)                    | 4.4 (39.9)                    | 11.0 (51.8)                   | 24.0 (75.2)                   | 33.6 (92.5)                   | 36.1 (97.0)                   | 35.0 (95.0)                   | 32.5 (90.5)                   | 28.9 (84.0)                   | 21.4 (70.5)                   | 7.9 (46.2)                    | 4.6 (40.3)                    | 36.1 (97.0)                   |
| متوسط درجة الحرارة الكبرى °م (°ف)  | −15.4 (4.3)                   | −12.6 (9.3)                   | −3.8 (25.2)                   | 5.4 (41.7)                    | 14.1 (57.4)                   | 21.0 (69.8)                   | 24.0 (75.2)                   | 20.2 (68.4)                   | 13.7 (56.7)                   | 3.9 (39.0)                    | −7.3 (18.9)                   | −14.0 (6.8)                   | 4.1 (39.4)                    |
| المتوسط اليومي °م (°ف)             | −19.8 (−3.6)                  | −17.8 (0.0)                   | −10.0 (14.0)                  | −0.4 (31.3)                   | 8.0 (46.4)                    | 15.2 (59.4)                   | 18.3 (64.9)                   | 14.7 (58.5)                   | 8.5 (47.3)                    | 0.1 (32.2)                    | −11.1 (12.0)                  | −18.2 (−0.8)                  | −1.0 (30.1)                   |
| متوسط درجة الحرارة الصغرى °م (°ف)  | −24.1 (−11.4)                 | −22.5 (−8.5)                  | −15.4 (4.3)                   | −5.4 (22.3)                   | 2.8 (37.0)                    | 9.6 (49.3)                    | 12.7 (54.9)                   | 9.9 (49.8)                    | 4.5 (40.1)                    | −2.9 (26.8)                   | −14.8 (5.4)                   | −22.5 (−8.5)                  | −5.7 (21.8)                   |
| أدنى درجة حرارة °م (°ف)            | −48.9 (−56.0)                 | −50.6 (−59.1)                 | −40.0 (−40.0)                 | −32.8 (−27.0)                 | −13.4 (7.9)                   | −5.0 (23.0)                   | 2.1 (35.8)                    | −2.2 (28.0)                   | −8.5 (16.7)                   | −28.5 (−19.3)                 | −48.4 (−55.1)                 | −49.8 (−57.6)                 | −50.6 (−59.1)                 |
| الهطول مم (إنش)                    | 23.1 (0.91)                   | 16.4 (0.65)                   | 17.6 (0.69)                   | 23.6 (0.93)                   | 47.2 (1.86)                   | 58.7 (2.31)                   | 71.6 (2.82)                   | 72.8 (2.87)                   | 50.3 (1.98)                   | 44.8 (1.76)                   | 35.6 (1.40)                   | 30.2 (1.19)                   | 491.9 (19.37)                 |
| متوسط أيام هطول الأمطار (≥ 0.1 mm) | 23.8                          | 20.0                          | 18.2                          | 14.0                          | 15.3                          | 12.0                          | 13.5                          | 14.9                          | 16.5                          | 21.6                          | 24.8                          | 25.7                          | 220.3                         |
| متوسط الرطوبة النسبية (%)          | 80.1                          | 77.9                          | 70.4                          | 62.6                          | 61.8                          | 69.2                          | 74.8                          | 79.2                          | 78.4                          | 79.7                          | 84.7                          | 81.7                          | 75.0                          |
| ساعات سطوع الشمس الشهرية           | 54.3                          | 109.2                         | 175.1                         | 226.5                         | 260.4                         | 300.0                         | 308.5                         | 243.4                         | 150.0                         | 83.7                          | 52.5                          | 37.2                          | 2٬000٫8                       |
| المصدر: climatebase.ru             |                               |                               |                               |                               |                               |                               |                               |                               |                               |                               |                               |                               |                               |